# Fallando
Fallando es el primer álbum de estudio del cantautor chileno Leo Quinteros, lanzado en 2002 de manera independiente.
El videoclip de la canción «Invisibilidad» fue transmitido a través del canal chileno de transmisión por cable Vía X.

## Lista de canciones
| Fallando |                              |          |  |
| N.º      | Título                       | Duración |  |
| 1.       | «Fajita mexicana»            |          |  |
| 2.       | «Bailar y fumar»             |          |  |
| 3.       | «Fallando»                   |          |  |
| 4.       | «Sábado Gigante»             |          |  |
| 5.       | «La Cimbaldi»                |          |  |
| 6.       | «Invisibilidad»              |          |  |
| 7.       | «Pasado»                     |          |  |
| 8.       | «Hostigamiento mecánico»     |          |  |
| 9.       | «Mal (qué mal)»              |          |  |
| 10.      | «Tu frío sentido del olvido» |          |  |
| 11.      | «Mixer»                      |          |  |